# Мич Марнер
Мичел „Мич” Марнер (енгл. Mitchell "Mitch" Marner — Маркам, 5. мај 1997) професионални је канадски хокејаш на леду који игра у нападу на позицијама центра и десног крила.
Члан је сениорске репрезентације Канаде за коју је на међународној сцени дебитовао на светском првенству 2017. године, када је са Канађанима освојио сребрну медаљу.
Учествовао је на улазном драфту НХЛ лиге 2015. где га је као 4. пика у првој рунди одабрала екипа Торонто мејпл лифса. 